# رودريغو (لاعب كرة قدم مواليد 1983)
رودريغو هو لاعب كرة قدم برازيلي في مركز الدفاع، ولد في 22 أبريل 1983 في أورينهوس في البرازيل. لعب مع باوليستا وسبورت ريسيفي ونادي باهيا.